# Torneo Europeo di Qualificazione Olimpica FIBA 1988
Il torneo Torneo Europeo di Qualificazione Olimpica FIBA 1988 si disputò nei Paesi Bassi dal 28 giugno al 10 luglio 1988, e vide la qualificazione ai Giochi della XXIV Olimpiade dell'Unione Sovietica, della Jugoslavia e della Spagna.
Il torneo si giocò in cinque città olandesi: Groninga, Arnhem, Den Bosch, Amsterdam e Rotterdam.

## Classifica finale
| Pos | Squadra          |
| --- | ---------------- |
| 1.  | Unione Sovietica |
| 2.  | Jugoslavia       |
| 3.  | Spagna           |
| 4.  | Italia           |
| 5.  | Grecia           |
| 6.  | Gran Bretagna    |
| 7.  | Germania Ovest   |
| 8.  | Francia          |
| .   | Paesi Bassi      |
| .   | Svezia           |
| .   | Irlanda          |
| .   | Finlandia        |
| .   | Turchia          |
| .   | Danimarca        |
| .   | Israele          |
| .   | Norvegia         |
| .   | Polonia          |
| .   | Svizzera         |